# Soulier d'or belge 1979
Le Soulier d'or 1979 est un trophée individuel, récompensant le meilleur joueur du championnat de Belgique sur l'ensemble de l'année 1979. Ceci comprend donc à deux demi-saisons, la fin de la saison 1978-1979, de janvier à juin, et le début de la saison 1979-1980, de juillet à décembre.

## Lauréat
Il s'agit de la vingt-sixième édition du trophée, remporté par l'attaquant et capitaine du KSK Beveren Jean Janssens. Le club waeslandien devient champion de Belgique un peu à la surprise générale en 1979, faisant de son capitaine le grand favori de l'élection. Il remporte d'ailleurs le premier tour haut la main, avec 223 points, contre 91 à son coéquipier Heinz Schönberger. Lors du second tour, remporté par Jan Ceulemans, qui n'en avait marqué aucun lors du premier tour, il ne reçoit que 3 points. Mais son avance est tellement importante qu'il décroche le Soulier d'Or loin devant l'attaquant brugeois.

## Classement complet
| Place | Joueur                | Nationalité | Club(s)                      | Points |
| ----- | --------------------- | ----------- | ---------------------------- | ------ |
| 1.    | Jean Janssens         |             | KSK Beveren                  | 226    |
| 2.    | Jan Ceulemans         |             | FC Bruges                    | 92     |
| 3.    | Heinz Schönberger     |             | KSK Beveren                  | 91     |
| 4.    | Preben Elkjær Larsen  |             | KSC Lokeren                  | 87     |
| 5.    | Éric Gerets           |             | Standard de Liège            | 79     |
| 6.    | Michel Preud'homme    |             | Standard de Liège            | 66     |
| 7.    | Włodzimierz Lubański  |             | KSC Lokeren                  | 62     |
| 8.    | René Vandereycken     |             | FC Bruges                    | 60     |
| 9.    | Erwin Vandenbergh     |             | Lierse SK                    | 59     |
| 10.   | François Van der Elst |             | RSC Anderlecht               | 55     |
| 11.   | Theo Custers          |             | Antwerp                      | 49     |
| 12.   | Wilfried Van Moer     |             | Beringen FC                  | 41     |
| 13.   | Juan Lozano           |             | Beerschot                    | 30     |
| 14.   | Arie Haan             |             | RSC Anderlecht               | 29     |
| ==.   | Eddy Voordeckers      |             | Standard de Liège            | 29     |
| 16.   | Edhem Sljivo          |             | RFC Liège                    | 19     |
| 17.   | Wim Hofkens           |             | KSK Beveren                  | 18     |
| 18.   | Luc Millecamps        |             | KSV Waregem                  | 16     |
| 19.   | Walter Meeuws         |             | FC Bruges                    | 14     |
| 20.   | Jean-Marie Pfaff      |             | KSK Beveren                  | 13     |
| 21.   | Charles Jacobs        |             | Sporting Charleroi           | 12     |
| 22.   | Julien Cools          |             | Beerschot                    | 11     |
| 23.   | Erwin Albert          |             | KSK Beveren                  | 9      |
| ==.   | Michel Renquin        |             | Standard de Liège            | 9      |
| 25.   | Emmanuel Sanon        |             | Beerschot                    | 7      |
| 26.   | Franky Vercauteren    |             | RSC Anderlecht               | 6      |
| ==.   | Freddy Buyl           |             | KSK Beveren                  | 6      |
| 28.   | Maurice De Schrijver  |             | KSC Lokeren                  | 5      |
| 29.   | Jan Tomaszewski       |             | Beerschot                    | 4      |
| 30.   | Paul Theunis          |             | KFC Winterslag               | 3      |
| ==.   | Birger Jensen         |             | FC Bruges                    | 3      |
| ==.   | Morten Olsen          |             | RWDM                         | 3      |
| ==.   | Ronald Somers         |             | KSC Lokeren                  | 3      |
| ==.   | Guy Dardenne          |             | KSC Lokeren                  | 3      |
| 35.   | Ruud Geels            |             | RSC Anderlecht               | 2      |
| ==.   | Klaus Pudelko         |             | Waterschei                   | 2      |
| ==.   | Johan Boskamp         |             | RWDM                         | 2      |
| ==.   | Raymond Jaspers       |             | Beringen FC / RSC Anderlecht | 2      |
| ==.   | René Verheyen         |             | KSC Lokeren                  | 2      |
| ==.   | Jacky Debougnoux      |             | RFC Liège / FC Bruges        | 2      |
| ==.   | Walter Ceulemans      |             | Lierse SK                    | 2      |
| ==.   | Paul Van Genechten    |             | KSK Beveren                  | 2      |
| 43.   | Nico de Bree          |             | RSC Anderlecht               | 1      |
| ==.   | Albert Cluytens       |             | KSK Beveren                  | 1      |
| ==.   | Karel Bonsink         |             | RWDM / Ajax Amsterdam        | 1      |
| ==.   | Michel De Groote      |             | RFC Liège / RSC Anderlecht   | 2      |
| ==.   | Jos Volders           |             | FC Bruges                    | 1      |
| ==.   | Jean Dachelet         |             | KSC Hasselt / Berchem Sport  | 1      |
| ==.   | Lei Clijsters         |             | KSK Tongres                  | 1      |
| ==.   | Eddy Jaspers          |             | KSK Beveren                  | 1      |
| ==.   | Ásgeir Sigurvinsson   |             | Standard de Liège            | 1      |
| ==.   | Renaat De Zutter      |             | KFC Winterslag               | 1      |
| ==.   | Ludo Coeck            |             | RSC Anderlecht               | 1      |
| ==.   | Maurice Martens       |             | RWDM                         | 1      |
| ==.   | László Bálint         |             | FC Bruges                    | 1      |